# Šestak Brdo
Šestak Brdo – wieś w Chorwacji, w żupanii zagrzebskiej, w gminie Pokupsko. W 2011 roku liczyła 76 mieszkańców.